# 日程計画
日程計画（にっていけいかく）とは、プロジェクトの工程を計画することで、広義には、作業手順計画と日程計画を含めた計画全般の工程管理を意味する。狭義の日程計画はリソース単位の作業順番（投入順）や作業の日時を決定する生産スケジュールを指す。

## 日程計画の目的
実行可能な計画を作って、それを守ることを前提に、リソースの負荷調整スケジューリングを行い、リソース毎の作業順序と作業日時を決定する。

## 製造業の日程計画
日本の大手製造業では、工程計画と日程計画を分けて考えている場合も多く、その場合の工程計画は、作業手順、作業順番、工数、必要なリソースを設定し、プロセスフローを定義するまでを指し、日程計画は、工程計画された制約の上で、リソースの負荷調整スケジューリングを行い、リソース毎の作業順序と作業日時を決定する行為を指している。スケジューリングもほぼ同義。
順序計画と呼ばれることもある。

## 日程計画のツール
日程計画を行うためのツールとして、スケジューリングシステム、生産スケジューラがある。